# Miloš Šumonja
Miloš Šumonja, hrvaški general, * 23. september 1918, Tušilović Hrvaška, † 22. marec 2006.
Šumonja je bil s činom generalpolkovnika med 15. junijem 1967 in 5. januarjem 1970 načelnik Generalštaba JLA.